# Büchelsberg
Der Büchelsberg ist ein Berg im nordwestlichen Odenwald, ca. 1,5 km östlich von Darmstadt.
Der 216,4 m hohe Berg in der Waldgemarkung Darmstadt ist teilweise bewaldet.
Nördlich und westlich des Büchelsbergs fließt der Rabenfloß.
Nordöstlich des Bergs befindet sich der Waltersteich (auch: „Walthersteich“).
Östlich befindet sich der „Ludwigsbrunnen“.
Am Südhang befindet sich der „Mathildentempel“.
Südlich befindet sich die „Mühltalstraße“ und die Modau sowie der Schleifberg.

## Toponyme
1. 1489: Ine dem Büchelßberg
2. 1608: Bichelsbergk
3. heute: Büchelsberg

## Etymologie
Althochdeutsch buohhila und Mittelhochdeutsch büechel mit der Bedeutung Buchecker.